# Kamienna (gromada 1954–1959)
Kamienna – dawna gromada, czyli najmniejsza jednostka podziału terytorialnego Polskiej Rzeczypospolitej Ludowej w latach 1954–1972.
Gromady, z gromadzkimi radami narodowymi (GRN) jako organami władzy najniższego stopnia na wsi, funkcjonowały od reformy reorganizującej administrację wiejską przeprowadzonej jesienią 1954 do momentu ich zniesienia z dniem 1 stycznia 1973, tym samym wypierając organizację gminną w latach 1954–1972.
Gromadę Kamienna z siedzibą GRN w Kamiennej utworzono – jako jedną z 8759 gromad na obszarze Polski – w powiecie namysłowskim w woj. opolskim, na mocy uchwały nr VII/23/54 WRN w Opolu z dnia 4 października 1954. W skład jednostki weszły obszary dotychczasowych gromad Kamienna i Rychnów ze zniesionej gminy Michalice, Gręboszów ze zniesionej gminy Strzelce oraz  Łączany ze zniesionej gminy Smarchowice Wielkie w tymże powiecie. Dla gromady ustalono 15 członków gromadzkiej rady narodowej.
Gromadę zniesiono 31 grudnia 1959, a jej obszar włączono do gromad: Bukowa Śląska (wsie Kamienna, Łączany i Rychnów) i Domaszowice (wieś Gręboszów z przysiółkami Stary Gręboszów i Kopaliny) w tymże powiecie.